# Bobby Byrd
Bobby Byrd, nome artístico de Robert Howard Byrd, (Toccoa, 15 de agosto de 1934 — 12 de setembro de 2007) foi um cantor, compositor e produtor americano. Já trabalhou com James Brown e gravou canções famosas, como “Please Please Please” (com James Brown e The Famous Flames), “I Know You Got Soul” e “Hot Pants” (as duas últimas figuraram na trilha sonora do jogo eletrônico Grand Theft Auto: San Andreas, mais precisamente na rádio Master Sounds 98.3.